# Cephalota elegans
Cephalota elegans là một loài bọ cánh cứng trong chi Cephalota.